# Parmaturus pilosus
Parmaturus pilosus es una especie de peces de la familia Scyliorhinidae en el orden de los Carcharhiniformes.

## Morfología
• Los machos pueden llegar alcanzar los 64 cm de longitud total.

## Hábitat
Es un pez de mar que vive hasta los 786 m de profundidad.

## Reproducción
Es ovíparo.

## Distribución geográfica
Se encuentra en la China y Japón.